# Пейшоту, Сезар
Паулу Сезар Силва Пейшоту (порт. Paulo César Silva Peixoto; род. 12 мая 1980, Гимарайнш) — португальский футболист, победитель Лиги чемпионов 2003/04; тренер.

## Карьера
Сезар играл на протяжении двух сезонов в клубе «Касадореш Тайпаш» (база клуба находилась в Калдаш-даш-Тайпаш, недалеко от Гимарайнша, где он родился). Играя на позиции левого вингера, Сезар привлёк внимание клуба из премьер-лиги, в то время как сам играл в четвёртом дивизионе. В итоге, благодаря протекции бывшего игрока Жуана Кардозу, Сезар перешёл в «Белененсеш» в 2001 году.
В первом же сезоне Пейшоту забил семь мячей, в том числе забил гол в разгромной игре с «Порту» на домашнем стадионе «Ду Рештелу». В июле 2002 года Сезар подписал контракт с «драконами», став играть под руководством известного португальского специалиста Жозе Моуринью.

## Достижения

### Клубные

#### Национальные чемпионаты
- Чемпионат Португалии (4):

Порту: 2002/03, 2003/04, 2005/06
Бенфика: 2009/10
- Суперкубок Португалии (2):

Порту: 2003, 2004
- Кубок Португалии (1):

Порту: 2003/04
- Кубок Португальской лиги (1):

Бенфика: 2009/10

#### Еврокубки
- Кубок УЕФА (1):

Порту: 2002/03
- Лига чемпионов (1):

Порту: 2003/04